# ديناميكا هوائية

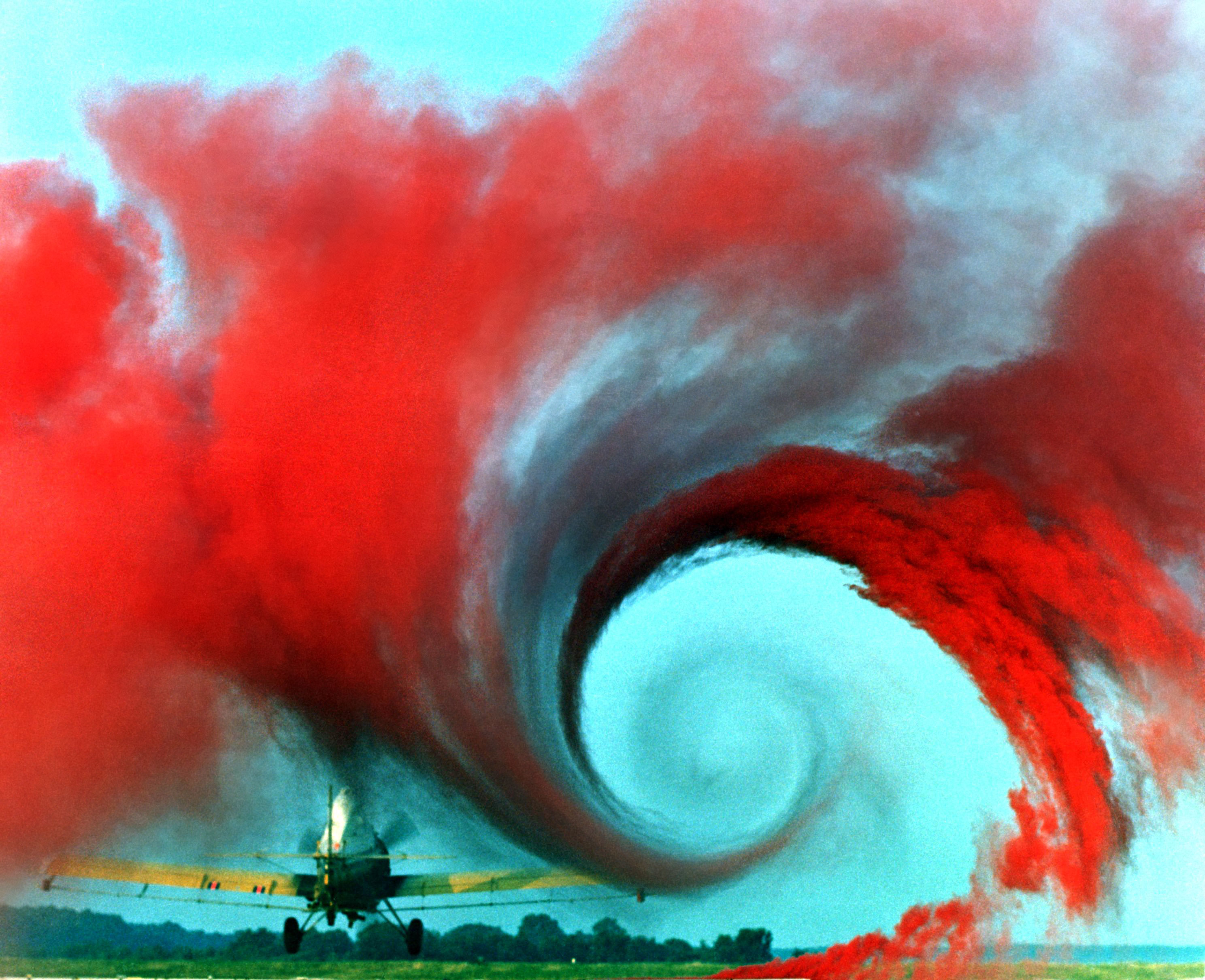

التحريك الهوائي أو الديناميكا الهوائية أو علم ديناميكية الهواء أو الهُبُوبِيَّات وهي تُعنَى بدراسة القُوى المؤثرة على جسم ما أثناء حركته في الهواء أو أي نوع آخر من الغازات. وتؤثر قُوى الديناميكا الهوائية على الطائرات وأية أجسام أُخرى متحركة في الهواء. ويدرس العلماء والمهندسون قُوى الديناميكا الهوائية، ويهتمون بها لأنها هي القُوى التي تؤثر في حركة الأجسام. وهي أيضا فرع من الديناميكا يهتم بدراسة الحركة في الهواء، خاصة عندما يتقاطع مع جسم متحرك آخر. تتعلق الديناميكا الهوائية بشدة بديناميكا السوائل وديناميكا الغازات، مع النظرية المشتركة بينهما. الديناميكا الهوائية تستخدم غالبا بشكل مرادف لديناميكا الغازات، مع اختلاف تطبيقات ديناميكا الغازات على كل غاز.
فهم حركة الهواء -المائع- (والتي كثيراً ما تسمى "حقل التدفق") حول جسم ما يساعدنا على حساب القوى والعزوم.
تستخدم الديناميكا الهوائية الآن في السيارات السريعة فورملا 1 وتسمى الانسيابية.
وقد درس الأَخَوان رايت الديناميكا الهوائية قبل أن ينجحا في صنع أول طائرة تتمكن فعليًا من الطيران. وفي الوقت الراهن، يستخدم صنّاع الطائرات أساسيات الديناميكا الهوائية في تصميم جميع أنواع الطائرات. وتنطبق أساسيات الديناميكا الهوائية نفسها أيضًا على انسياب الهواء أثناء مروره حول المباني والجسور. ونتيجة لذلك، فعلى المهندسين المعماريين استخدام مبادئ الديناميكا الهوائية للتأكد من صمود ناطحات السحاب ومقاومتها لقوة الرياح. ومن هذا المنطلق، فإن الديناميكا الهوائية تساعد مصمِّمي السيارات في تحسين أدائها.
يستخدم المهندسون أيضًا أساسيات علم الديناميكا الهوائية في تصميم المضخات والمُكرْبنات والتوربينات (العَنَفات) الغازية. ويعد علم الديناميكا الهوائية جزءًا من فرع الهندسة المعروف باسم ديناميكا الموائع.
هناك بعض أنواع الطيران التي لايدخل فيها علم الديناميكا الهوائية. ومن أمثلة ذلك حركة سفن الفضاء السابحة في الفضاء الخارجي التي لاتتحكم فيها أساسيات علم الديناميكا الهوائية، ويرجع ذلك لعدم وجود هواء يولد قُوى الديناميكا الهوائية. وعلى الرغم من ذلك، فإن سفن الفضاء تخضع لعلم الديناميكا الهوائية أثناء طيرانها خلال الغلاف الأرضي أو أثناء مرورها في مجالات بعض الكواكب الأخرى.

## نبذة تاريخية
رواد علم الديناميكا الهوائية. يأتي في أول هذه القائمة الفنان والعالم الإيطالي ليوناردو دافينشي، ويعد أول إنسان درس حركة تحليق الطيور بأسلوب علمي. وقد رسم دافينشي في الثمانينيات من القرن الخامس عشر الميلادي رسومًا توضيحية تبين حركة الطيور أثناء طيرانها ورسومًا تخطيطية لآلات يمكنها الطيران.
وفي أواخر القرن السابع عشر الميلادي، قام العالم الإنجليزي السير إسحق نيوتن بوضع القانون الرابع من النظرية الأساسية لمقاومة الهواء. وقد شرح نيوتن في هذا القانون ماتفعله القُوى المؤثرة بين الجسم ووسط مائع مثل الهواء. ولاحظ عدم وجود أي فرق بين تحرك الجسم خلال الوسط المائع وحركة الوسط المائع حول الجسم.
ولم يبدأ الناس في استخدام قواعد الديناميكا الهوائية والاستفادة منها إلا في القرن التاسع عشر الميلادي؛ وذلك عند محاولة الإنسان الطيران مستخدمًا طائرة أثقل من الهواء. وفي عام 1853م، تمكن السير جورج كايلي في إنجلترا من بناء أول طائرة شراعية، وقد حملت هذه الطائرة سائق عربة السير كايلي الذي ركبها مضطرًا ليعبر واديًا صغيرًا. وقد أصبح أوتو ليلينتال، وهو مهندس ألماني، أول من قاد طائرة شراعية بالفعل، وكان ذلك عام 1891م. وفي عام 1891م أيضًا نشر العالم الأمريكي صمويل لانجلي أول ورقة بحث علمي عن علم الديناميكا الهوائية بعنوان تجارب في الديناميكا الهوائية. وقد بنى نموذج طائرة تُدفع بالبخار، نجحت في الطيران فعلاً، ولكن عند تطبيق قواعد النموذج الصغير نفسها على طائرة بمقياس كبير تعمل بقوة النفط تحطمت. وكانت محاولات لانجلي قبل فترة قليلة من نجاح الأخوين رايت في الطيران مستخدمين نموذجًا للطائرة المروحية عام 1903م. وقد استخدم الأخوان رايت معدات مثل الأنفاق الهوائية ونظم موازين مختلفة لتقدير قوتي الرفع والسحب.
انظر: الأخوان رايت. وفي بداية القرن العشرين، طور المهندس الألماني لودفيج براندتل نظرية الطبقة المتاخمة للسحب، كما أسهم في فهمنا لقوة الرفع.

## قواعد الديناميكا الهوائية
ترتبط معظم قواعد الديناميكا الهوائية بقوتي الديناميكا الهوائية الأساسيتين وهما: الرَّفْع والسَّحب.

## السحب
السَّحب. قوة ديناميكية هوائية تقاوم الحركة الأمامية للجسم. ويؤثر شكل الجسم بقدر كبير على مقدار السحب. ويطلق على الأجسام التي يتولد عنها أقل قدر من السحب أجسام الخط الانسيابي أو الأجسام الخالية من الديناميكية الهوائية. ويبني المصممون الطائرات بحيث يكون السحب فيها أقل قدر ممكن. وتحتاج الطائرات ذات السحب المنخفض إلى محركات أقل طاقة، كما يحسن السحب المنخفض أيضًا من أداء الطائرة. وينطبق هذا المفهوم على الناقلات والمركبات والقطارات لأنها تواجه سحبًا.
ويوجد نوعان من السحب:
السحب الاحتكاكي والسحب الشكلي، وتؤثر هاتان المقاومتان على جميع الأجسام المتحركة. كما يوجد نوع ثالث من السحب يطلق عليه السحب المحرِّض. وهو يؤثر فقط على الأجسام أثناء عملية الرفع. ويظل هناك نوع رابع من السحب يظهر فقط عندما تطير الطائرة بسرعة تفوق سرعة الصوت.==الرفع==
وهي قوة ديناميكية هوائية تنتج عن حركة سطح انسيابي رافع كالجناح الطائرة في الهواء. وتؤثر قوة الرفع بزاوية قائمة بالنسبة لاتجاه الحركة. وتعطي قوة الرفع الطائرة المقدرة على الارتفاع والبقاء على السرعة نفسها في الهواء. ويُحدث السطح الانسيابي عند حركته في الهواء قوة رفع لأن القوة الناتجة تكون ذات ضغط أكبر على السطح السفلي للسطح الانسيابي مقارنة بالضغط الناتج عن السطح العلوي. وينتج عن الاختلاف في الضغط أعلى السطح الانسيابي وأسفله اختلاف في سرعة سريان الهواء على السطحين، وذلك طبقًا للمبادئ التي اكتشفها دانيال برنولي، وهو عالم رياضيات سويسري، والتي تنص على أن ضغط السائل يقل مع زيادة سرعته.
وللسطح المنساب النموذجي حافة متقدمة أمامية مدورة وحافة خلفية حادة. وعند اقتراب الهواء المنساب من الحافة المتقدمة، فإنه يتشعب ويتفرق ليتجه نحو السطح المنساب. وللحصول على قوة رفع، لابد أن يكون انسياب الهواء حول السطح العلوي والسطح السفلي للسطح الانسيابي عديم التناظر (غير متماثل)، أي ليست له أيّ منظومة محددة. ويمكن أن يتولد الانسياب عديم التناظر عند استعمال سطح انسيابي ذي شكل منحن. ويُطلق على الانحناء في هذه الحالة اسم التقوس. ويحدث الانسياب عديم التناظر عند التقاء سطح انسيابي رافع مع الهواء بزاوية معينة. ولابد من تزاوج الانسيابين واندماجهما بأسلوب سلس منتظم عند تركهما للحافة الخلفية. وقد اكتشف هذا الشرط عالم الرياضيات الألماني ك. و. كوتا. وينتج عن الشرط الذي وضعه كوتا وانسياب الهواء عديم التناظر جريان الهواء بسرعة أعلى على السطح العلوي للسطح الانسيابي مقارنة بالسطح السفلي له، وهكذا يقل ضغط الهواء على السطح العلوي مقارنة بالسطح السفلي. ونتيجة لذلك، يُرفَع السطح الانسيابي إلى أعلى في الهواء.
ويمكن شرح قوة الرفع أيضًا بمقدرة السطح الانسيابي على تحويل اتجاه الهواء إلى أسفل. ويحول السطح الانسيابي اتجاه الهواء من خلال زاوية التقوس بالإضافة إلى لقاء الهواء عند زاوية معينة. وينص القانون الثالث من قوانين الحركة الذي وضعه العالم الإنجليزي السير إسحق نيوتن على أن كل فعل له رد فعل مساو له في المقدار ومضاد له في الاتجاه. وعندما يقوم السطح المنساب بتحويل اتجاه الهواء إلى أسفل، فإن رد الفعل لهذه الحركة يدفع هذا السطح المنساب إلى أعلى ـ ومن ثم ينتج قوة الرفع.
تعتمد كمية الرفع الناتجة عن الجناح أساسًا على زاوية الهبوب ونبائط (معدات) الرفع العالي كما يؤثر أيضًا كل من كثافة الهواء ومساحة السطح وسرعة الجناح على مقدار الرفع.

### السحب الاحتكاكي
يتولد مباشرة بين سطح الجسم وطبقة الهواء الرقيقة المتاخمة له ويطلق على طبقة الهواء تلك اسم الطبقة المتاخمة. ويحدث الاحتكاك في جميع الظروف عندما تنزلق طبقة من وسط مائع على طبقة أخرى منه. وتتحرك جزيئات الهواء في الطبقة المتاخمة لأي جسم بإحدى طريقتين:
1- مسارات منتظمة موازية للسطح أو
2- مسارات غير منتظمة.
ويطلق المهندسون على الحركة المنتظمة للجزيئات اسم الانسياب الطبقي، بينما يعرف السريان غير المنتظم باسم الدفق المضطرب. ويزيد الدفق المضطرب من السحب الاحتكاكي.
تكون الطبقة المتاخمة في صورة الانسياب الطبقي في مقدمة أي جسم متحرك. ويمكن أن يصبح انسياب الهواء في صورة دفق مضطرب عند بعض النقاط عندما يتحرك الهواء على طول الجسم. ويحاول مصممو الطائرات تأخير تغير السريان من حالة الانسياب الطبقي إلى الدفق المضطرب لأطول فترة ممكنة، وذلك لتخفيض السحب الاحتكاكي إلى أقل قدر ممكن، وإحدى الطرق المتبعة لذلك هي جعل السطح المتحرك أملس ناعمًا قدرالمستطاع.

### السحب الشكلي
أما السحب الشكلي ينتج عندما ينفصل الهواء المنساب عند مروره بجسم ما منتجًا دوَّامات هوائية. وهي تمتص طاقتها من الجسم مسببةً السحب الشكلي، وبهذا تقلل من سرعة الجسم المتحرك. ويحدث السحب الشكلي في الأجسام ذات الأشكال عديمة الخط الانسيابي. وعلى سبيل المثال، يشعر سائق سيارة تسير خلف شاحنة كبيرة تتحرك بسرعة شديدة أن سيارته تهتز بالدوامات الهوائية الناتجة عن الشاحنة غير ذات الخط الانسيابي.
يُخفض المهندسون من السحب الشكلي من خلال تصميم أجسام ذات خطوط انسيابية. كما يضعون مولدات الدوامات على أجنحة الطائرة. ومولدات الدوامات أسطح انسيابية رافعة تُلصق على هيئة صفوف طويلة أعلى الجناح الرئيسي. وتنتج مولدات الدوامات قدرًا قليلاً من الاضطراب أو التشويش في الطبقة المتاخمة التي تحفظها من الانفصال.

### السحب المحرِّض
السحب المحرِّض ويُطلق عليه أيضًا اسم السحب الناتج. وينشأ السحب المحرض نتيجة الفرق بين الضغط أعلى الجناح وأسفله الناتج عن ميل الهواء للانسياب في اتجاه عكسي على طول الجناح. ويميل الهواء على طول السطح السفلي للجناح للاتجاه نحو الخارج، بينما يميل الهواء على السطح العلوي للجناح للاتجاه نحو الداخل. ويطلق مهندسو الطيران على هذه الحركة اسم الانسياب في اتجاه مستقيم. ويؤدي هذا الانسياب إلى تكوّن دُوامة هوائية خلف طرف كل جناح. ويحاول التدويم الهوائي في الدوامة دفع الطائرة للخلف وتسبب هذه الظاهرة خطورة على أية طائرة تحلّق بالقرب من مؤخرة هذه الطائرة.
يخفِّض مصصمو الطائرات مقدار السحب المحرَّض بالتحكم في أجنحة الطائرة. فهم يصممون الجناح بحيث يكون طويلاً وضيقًا، كما يمكن للمصممين أيضًا وضع شرائح من فلز ما على السطح العلوي للأجنحة لمنع الانسياب في الاتجاه المستقيم.

## الرفع
وهي قوة ديناميكية هوائية تنتج عن حركة سطح انسيابي رافع كالجناح الطائرة في الهواء. وتؤثر قوة الرفع بزاوية قائمة بالنسبة لاتجاه الحركة. وتعطي قوة الرفع الطائرة المقدرة على الارتفاع والبقاء على السرعة نفسها في الهواء. ويُحدث السطح الانسيابي عند حركته في الهواء قوة رفع لأن القوة الناتجة تكون ذات ضغط أكبر على السطح السفلي للسطح الانسيابي مقارنة بالضغط الناتج عن السطح العلوي. وينتج عن الاختلاف في الضغط أعلى السطح الانسيابي وأسفله اختلاف في سرعة سريان الهواء على السطحين، وذلك طبقًا للمبادئ التي اكتشفها دانيال برنولي، وهو عالم رياضيات سويسري، والتي تنص على أن ضغط السائل يقل مع زيادة سرعته.
وللسطح المنساب النموذجي حافة متقدمة أمامية مدورة وحافة خلفية حادة. وعند اقتراب الهواء المنساب من الحافة المتقدمة، فإنه يتشعب ويتفرق ليتجه نحو السطح المنساب. وللحصول على قوة رفع، لابد أن يكون انسياب الهواء حول السطح العلوي والسطح السفلي للسطح الانسيابي عديم التناظر (غير متماثل)، أي ليست له أيّ منظومة محددة. ويمكن أن يتولد الانسياب عديم التناظر عند استعمال سطح انسيابي ذي شكل منحن. ويُطلق على الانحناء في هذه الحالة اسم التقوس. ويحدث الانسياب عديم التناظر عند التقاء سطح انسيابي رافع مع الهواء بزاوية معينة. ولابد من تزاوج الانسيابين واندماجهما بأسلوب سلس منتظم عند تركهما للحافة الخلفية. وقد اكتشف هذا الشرط عالم الرياضيات الألماني ك. و. كوتا. وينتج عن الشرط الذي وضعه كوتا وانسياب الهواء عديم التناظر جريان الهواء بسرعة أعلى على السطح العلوي للسطح الانسيابي مقارنة بالسطح السفلي له، وهكذا يقل ضغط الهواء على السطح العلوي مقارنة بالسطح السفلي. ونتيجة لذلك، يُرفَع السطح الانسيابي إلى أعلى في الهواء.
ويمكن شرح قوة الرفع أيضًا بمقدرة السطح الانسيابي على تحويل اتجاه الهواء إلى أسفل. ويحول السطح الانسيابي اتجاه الهواء من خلال زاوية التقوس بالإضافة إلى لقاء الهواء عند زاوية معينة. وينص القانون الثالث من قوانين الحركة الذي وضعه العالم الإنجليزي السير إسحق نيوتن على أن كل فعل له رد فعل مساو له في المقدار ومضاد له في الاتجاه. وعندما يقوم السطح المنساب بتحويل اتجاه الهواء إلى أسفل، فإن رد الفعل لهذه الحركة يدفع هذا السطح المنساب إلى أعلى ـ ومن ثم ينتج قوة الرفع.
تعتمد كمية الرفع الناتجة عن الجناح أساسًا على زاوية الهبوب ونبائط (معدات) الرفع العالي كما يؤثر أيضًا كل من كثافة الهواء ومساحة السطح وسرعة الجناح على مقدار الرفع.

### الرفع العالي
تعتمد قوة الرفع للسطح الانسيابي على سرعة الجناح في الهواء. وإنْ لم يتحرك الجناح بسرعة كافية، فإن الاختلاف في الضغط بين أسفل الجناح وأعلاه لن يؤدي إلى توليد قوة الرفع الكافية للاحتفاظ بالطائرة في الهواء. وأثناء عمليات الهبوط والإقلاع، يحاول الطيارون أن يطيروا بأقل سرعة ممكنة، ولهذا تزود الطائرة بأجزاء خاصة يطلق عليها نبائط الرفع العالي لتمد الطائرة بقوة رفع كافية لكي تطير بأقل سرعة ممكنة. وتشتمل هذه النبائط على كل من:
1- قلابة
2- سدفة
3- شق خدي.
والقلابة مقطع متصل بمفصلات في ظهر كل جناح. وفي أثناء رحلة الطيران الاعتيادية، تتوافق القلابة بسلاسة مع الجناح. ويقوم الطيار بإنزال القلابات وذلك للهبوط، وفي بعض الأحيان أيضًا أثناء الإقلاع. وعند إنزال القلابات، فإنها تزيد من نسبة التقوّس للجناح، ويعطي ذلك قوة رفع للطائرة، وبالتالي يساعد على تخفيض سرعة الطائرة استعدادًا للهبوط.
والسدفة جزء متصل بمفصل بالقرب من مقدمة طرف كل جناح. وعندما تخفض الطائرة من سرعتها، فإن السدفة تتحرك بصورة تلقائية إلى الأمام لزيادة التقوس للجناح، وبالتالي تعمل السدفة على زيادة قوة الرَّفْع.
والشق الخدي فتحة على طول الحافة الأمامية للجناح. ويساعد الشق الخدي الهواء في الانسياب بسلاسة أعلى الجناح، وبهذا يمكن للطائرة أن تطير بزاوية هبوب كبيرة دون أن تهوي، وبالتالي فإن زواية الهبوب هذه تزيد قوة الرفع.

## حركة الهواء
لفهم حركه الهواء (جريان أو تدفق) حول جسم معين يجب دراسه القوى والعزوم التي تتولد وتؤثر على الجسم وهي ما تتمثل سرعه وضغط وكثافه ودرجه حرارة كمؤثرات على المكان والزمان الذي يجري فيه الهواء على الجسم المتحرك.
ان المشاكل في الديناميكيه الهوائية يمكن ان تنقسم إلى قسمين داخلي وخارجي ولكل قسم علمه المستقل فمثلا تدفق الهواء إلى داخل المحرك النفاث له عدة عوامل ومؤثرات ومشاكل على سبيل المثال الموجات الصدميه التي ستقابل جريان الهواء وما يعانيه من انضغاط وتحول حراري. والخارجي يتمثل بتقييم الرفع المتولد منه وموجات الاهتزاز التي تتشكل امام انف الطائرة أو امام مقطع الجناح. ولكي لندخل في موضوع مقطع الجناح (profile). وما تجري عليه من تغيرات في جريان الهواء عليه وما يتبعه من نواتج في قيم الضغط والرفع والكبح وما إلى ذلك من امور تخص انسيابيه الهواء وجريانه.

## الاختلاف بالضغط
ان الاختلاف بالضغط وتعجيل الهواء وتوليد الرفع هو عمليه حسابيه تعتمد قيمها على مكوناتها من سرعه جريان إلى اختلاف بالضغط وما ينتج عنه من رفع.حيث يمكن حساب الرفع عن طريق الاختلاف بالضغط أو بحساب الطاقة التي صرفت لتعجيل جريان الهواء. الشكل الانسيابي المشترك بين الاجنحه تجمعه عده عوامل العديد منها لايتعلق بالايروديناميكيه الهوائيه فمثلا تحتاج الاجنحه إلى قوة وهذا يتطلب العديد من الاضلاع والدعامات لتسنده وهذا يؤدي إلى ان يكون سميك أكثر ليستوعب هذه الاضلاع والدعامات وكذلك قد يستخدم الجناح لحفظ الوقود كخزان وهذا يتطلب من سمك أيضا وقد يتطلب ان يضم مخابيء للعجلات والياتها ومن هنا نلاحظ ان الحاجة إلى ابقاء تسريع جريان الهواء اسفل الجناح والتحدب من الاعلى لاطاله الجريان سبب مهم لتوليد الاختلاف بين الضغطين على سطحيه.د ان اختيار شكل مقطع الجناح من قبل المصممين يعتمد على عوامل اعطاء الرفع اللازم والسرعة اللازمة للطيران وزاويه هجومه ووزن الجناح بما يحويه من ثقل أو حمولات وعاده تكون للاجنحه عدة لوحات تسمى اسطح سيطرة (قلابات) لتسمح للطيار بتعديل شكل المقطع والتي تجعله قادرا على تغيير خصائص تشغيله بالطيران.

## تاريخ

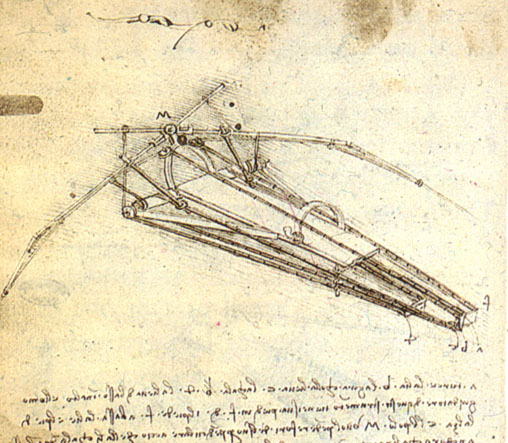
تصميم لآلة الأورنيثوبتر قام ليوناردو دافينشي برسمه في عام 1505م، وقد قام بتصميمه بحيث يرفرف بطريقة مشابهة لطريقة رفرفة أجنحة الطيور.

مخططات وقصص الطيران منتشرة على مدى تاريخ البشرية كله، مثل قصة إيكاروس ودايدالوس. ولكن لم يكن كل شيء قصصاً خيالية، فقد سَجل ملاحظات الديناميكا الهوائية مثل مقاومة الرياح كلٌّ من: أرسطو وابن سينا وليوناردو دافينشي وغاليليو غاليلي، وقد كانت ملاحظات صغيرة جداً لكنها طورت بشكل كبير فهمنا لقوانين الديناميكا الهوائية مما أتاح البدء باختراع آليات الطيران الأولى في القرن السابع عشر الميلادي.
في عام 1505م كتب ليوناردو دافينشي مخطوطة عن طيران الطيور وهي واحدة من أقدم دراسات الديناميكا الهوائية. وقد سجل للمرة الأولى ملاحظات عن أن مركز الثقل لطائر يطير لا يتطابق مع مركز الضغط، وقام أيضاً بوصف بُنية الأورنيثوبتر (وهي آلة للطيران تخيلها القدماء) مع رفرفة أجنحة مشابهة للتي تملكها الطيور.